# Laurenzana
Laurenzana ist eine süditalienische Gemeinde (comune) mit 1563 Einwohnern (Stand 31. Dezember 2023) in der Provinz Potenza in der Basilikata. Die Gemeinde liegt etwa 24,5 Kilometer südöstlich von Potenza. Ganz im Nordosten der Gemeinde liegt das Südufer des Lago di Ponte Fontanelle.

## Verkehr
Die Bahnlinie von Potenza nach Laurenzana ist seit 1980 stillgelegt. Durch die Gemeinde führt die Strada Statale 92 dell'Appennino Meridionale von Potenza nach Villapiana.

## Gemeindepartnerschaft
Laurenzana unterhält eine inneritalienische Partnerschaft mit der Gemeinde Barberino di Mugello in der Metropolitanstadt Florenz.